# Орлеан (остров)
Орлеан (Орлеанский остров; фр. Île d'Orléans) — остров в устье реки Святого Лаврентия. Расположен в Квебеке, Канада.

## География
Длина 32 км, макс. ширина — 8 км. Площадь около 120 км².

## История
Открыл его французский исследователь Жак Картье в 1535 году, назван в честь герцога орлеанского Франциска I. Жак Картье окрестил остров Вакхским, так как на нём произрастало много дикого винограда.
Заселение острова началось в 1661 году колонистами из Нормандии и Пуату, которые основали посёлок Сент-Фамий. Перепись 1685 года обнаружила 1205 человек и 619 голов скота. В 1759 году, накануне британского вторжения, все французские крестьяне с острова нашли убежище в стенах квебекской крепости на материке. Из 350 домов на острове уцелело лишь 3. Несмотря на это, нетронутыми остались многие хозяйственные здания и церкви.

## Население
По мере роста квебекской агломерации остров был снова заселён. По данным 2006 года население составляло 6900 человек.

## Экономика
Природа и экономика до сих пор сохраняют сельский характер. Основное занятие — с/х (пшеница, ячмень, виноградники, выращивание скота и заготовка сена).